# پارک ملی سایلیوگمسکی
پارک ملی سایلیوگمسکی (انگلیسی: Saylyugemsky National Park) یک پارک ملی حفاظت‌شده در جمهوری آلتای کشور روسیه است.